# Sans o Balans
Sans o Balans (SoB) är ett lokalt politiskt parti verksamt i Hammarö kommun. De har sedan valet 2022 ett mandat i kommunfullmäktige, efter att ha fått 2,07 % av rösterna.

## Valresultat
| År   | Röster | %    | Mandat  |
| ---- | ------ | ---- | ------- |
| 2022 | 226    | 2,07 | 1 av 31 |